# اریک داگلاس
اریک داگلاس (انگلیسی: Eric Douglas; ۲۱ ژوئن ۱۹۵۸ – ۶ ژوئیهٔ ۲۰۰۴) یک هنرپیشه اهل ایالات متحده آمریکا بود.
از جمله کارهای او می‌توان به بازی در فیلم بچه فلامینگو اشاره کرد.